# Eric Meza
Eric Exequiel Meza (Santa Fe, 8 aprile 1999) è un calciatore argentino, difensore dell'Estudiantes (LP).

## Caratteristiche tecniche
È un terzino destro.

## Carriera
Cresciuto nel settore giovanile del Colón (SF), debutta in prima squadra il 28 novembre 2020 in occasione dell'incontro di Copa Diego Armando Maradona perso 2-1 contro l'Independiente.

## Statistiche

### Presenze e reti nei club
Statistiche aggiornate al 5 aprile 2025.
| Stagione                | Squadra                 | Campionato              | Campionato | Campionato | Coppe nazionali | Coppe nazionali | Coppe nazionali | Coppe continentali | Coppe continentali | Coppe continentali | Altre coppe | Altre coppe | Altre coppe | Totale | Totale |
| Stagione                | Squadra                 | Comp                    | Pres       | Reti       | Comp            | Pres            | Reti            | Comp               | Pres               | Reti               | Comp        | Pres        | Reti        | Pres   | Reti   |
| ----------------------- | ----------------------- | ----------------------- | ---------- | ---------- | --------------- | --------------- | --------------- | ------------------ | ------------------ | ------------------ | ----------- | ----------- | ----------- | ------ | ------ |
| 2019-2020               | Colón (SF)              | PD                      | -          | -          | CA+CdS+CdL      | 0+0+3           | 0               | -                  | -                  | -                  | -           | -           | -           | 3      | 0      |
| 2021                    | Colón (SF)              | PD                      | 17         | 4          | CA+CdL          | 2+14            | 0               | -                  | -                  | -                  | TC          | 1           | 0           | 34     | 4      |
| 2022                    | Colón (SF)              | PD                      | 12         | 0          | CA+CdL          | 2+12            | 0               | CL                 | 8                  | 1                  | -           | -           | -           | 34     | 1      |
| 2023                    | Colón (SF)              | PD                      | 25+1       | 2          | CA+CdL          | 2+9             | 0+1             | -                  | -                  | -                  | -           | -           | -           | 37     | 3      |
| Totale Colón (SF)       | Totale Colón (SF)       | Totale Colón (SF)       | 54+1       | 6          |                 | 44              | 1               |                    | 8                  | 1                  |             | 1           | 0           | 108    | 8      |
| 2024                    | Estudiantes (LP)        | PD                      | 21         | 1          | CA+CdL          | 1+12            | 0               | CL                 | 4                  | 0                  | SA+TC       | 1+1         | 0           | 40     | 1      |
| 2025                    | Estudiantes (LP)        | PD                      | 12         | 0          | CA              | 1               | 0               | CL                 | 1                  | 0                  | -           | -           | -           | 14     | 0      |
| Totale Estudiantes (LP) | Totale Estudiantes (LP) | Totale Estudiantes (LP) | 33         | 1          |                 | 14              | 0               |                    | 5                  | 0                  |             | 2           | 0           | 54     | 1      |
| Totale carriera         | Totale carriera         | Totale carriera         | 88         | 7          |                 | 58              | 1               |                    | 13                 | 1                  |             | 3           | 0           | 162    | 9      |

## Palmarès

### Club

#### Competizioni nazionali
- Copa de la Liga Profesional: 1

Estudiantes: 2024
- Trofeo de Campeones de la Liga Profesional: 1

Estudiantes: 2024